# Philippe Clay
Philippe Clay (Párizs 14. kerülete, 1927. március 7. –‎ Issy-les-Moulineaux, 2007. december 13.) francia pantomimes, énekes, színész. A második világháború alatt a család Auvergne-ben talált menedéket. Clay 16 éves korában, 1943-ban csatlakozott a maquishoz.

## Pályafutása
Több tucat filmje és lemeze volt, szerepelt színházakban, tévéfilmekben, előadta Charles Aznavour, Claude Nougaro, Jean-Roger Caussimon, Boris Vian, Serge Gainsbourg, Jean Yanne, Léo Ferré, Jacques Datin, Jacques Prévert dalait.
Egyik leghíresebb szerepe Jean Renoir filmjében, a French Cancan-ban volt, ahol Casimir le Serpentint alakította.
Philippe Clay szívrohamban halt meg 2007 végén.

## Albumok
- 1954: La Goualante du pauvre Jean
- 1954: Le Noyé assassiné
- 1954: Moi j'fais mon rond
- 1955: Le Danseur de charleston
- 1957: Cigarettes, Whisky et P'tites Pépées
- 1958: Stances de Ronsard (Pierre de Ronsard, Léo Ferré)
- 1960: L'Homme de l'équateur
- 1961: La Dolce Vita
- 1961: Philippe Clay
- 1971: Mes universités référence à Hitler Mussolini et Franco
- 1973: Au volant de ma valse
- 1974: Marie la France
- 1974: Philippe Clay – La Complainte des apaches
- 1975: Monte Cristo
- 1976: Trop c'est trop
- 1977: Le temps du troc
- 1977: Mucho mucho, ce soir à dîner
- 1978: La question, le procès du dernier poète
- 1980: Soldat inconnu, Boule de flipper
- 1980: Mon pays, la Marseillaise
- 1982: La route de la vie
- 1999: 50 ans de carrière

## Filmek
| Év   | Filmcím                                       | Szerep                                  | Megjegyzés  |
| ---- | --------------------------------------------- | --------------------------------------- | ----------- |
| 1950 | Rome Express                                  | Un employé des wagons-lits              |             |
| 1952 | Le crime du Bouif                             |                                         |             |
| 1955 | French Cancan                                 | Casimir le Serpentin                    |             |
| 1956 | La vie est belle                              | Le pasteur                              |             |
| 1956 | The Hunchback of Notre Dame                   | Clopin Trouillefou                      |             |
| 1957 | C'est arrivé à 36 chandelles                  | Himself                                 |             |
| 1957 | Nathalie                                      | Adolphe Faisant, dit "Coco la Girafe"   |             |
| 1958 | En bordée                                     | Bailladrisse / Yves Biadrix             |             |
| 1958 | Toto in Prias                                 | Il maître d'hotel                       |             |
| 1958 | Bell, Book and Candle                         | French Singer at the Zodiac Club        |             |
| 1959 | Drôles de phénomènes                          | La maître d'hôtel Barns                 |             |
| 1959 | Des femmes disparaissent                      | Tom                                     |             |
| 1959 | The Bureaucrats                               | Letondu                                 |             |
| 1959 | La Nuit des traqués                           | Taretta                                 |             |
| 1960 | Les Canailles                                 | Carlo Sarotti                           |             |
| 1960 | Touchez pas aux blondes                       | L'inspecteur Al Wheeler                 |             |
| 1961 | Dans l'eau qui fait des bulles                | Jean-Louis Preminger                    | Hang        |
| 1962 | Musketeers of the Sea                         | Gosselin                                |             |
| 1965 | Man from Cocody                               | Renaud Lefranc                          |             |
| 1966 | Sale temps pour les mouches                   | Pierre Mazaud, dit 'Félix'              |             |
| 1967 | Les têtes brûlées                             | Prêcheur                                |             |
| 1970 | Pour un sourire                               | Nicolas                                 |             |
| 1971 | Armiamoci e partite!                          | Generale McMaster                       |             |
| 1972 | Pas folle la guêpe                            | Jack Bromfield                          |             |
| 1972 | Les joyeux lurons                             | L'abbé Larivière                        |             |
| 1973 | L'insolent                                    | Dargnac                                 |             |
| 1974 | The Three Musketeers                          | Richelieu                               | Hang        |
| 1974 | Shanks                                        | Mr. Barton                              |             |
| 1982 | Deux heures moins le quart avant Jésus-Christ | Le héraut                               |             |
| 1983 | Salut la puce                                 | Rigodo-Cartecolin, un marionnettiste    |             |
| 1983 | Un bon petit diable                           | Le juge                                 |             |
| 1986 | Catherine                                     | Barnabé                                 | tévésorozat |
| 1993 | Die Wildnis                                   | Peasant                                 |             |
| 1995 | Krim                                          | Eugène                                  |             |
| 1995 | La Rivière Espérance                          | Majordome                               | tévésorozat |
| 1998 | Les cachetonneurs                             | The Aristocrat                          |             |
| 1998 | Lautrec                                       | Auguste Renoir                          |             |
| 1999 | Tuvalu                                        | Karl                                    |             |
| 2003 | Là-haut, un roi au-dessus des nuages          | L'aumônier de Saint-Louis-des-Invalides |             |